# واسا (کشتی)

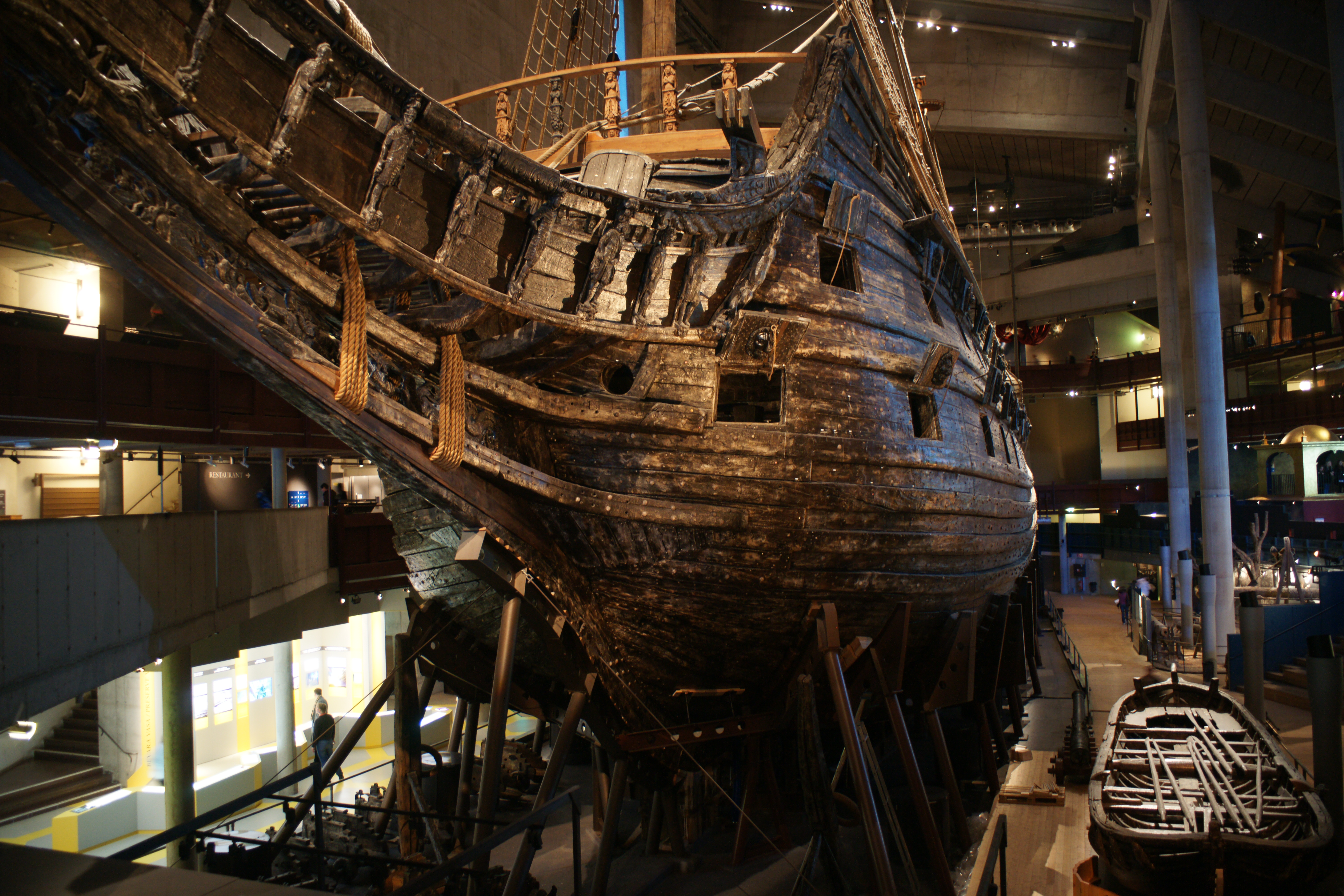
گالئون واسا در موزه واسا.

واسا (به سوئدی: Vasa) نام یک کشتی بادبانی جنگی متعلق به نیروی دریایی پادشاهی سوئد و از نوع گالئون بود که به‌فرمان گوستاو آدولف دوم، پادشاه سوئد در سال ۱۶۲۶ ساخته و به‌منظور شرکت در جنگ با مشترک‌المنافع لهستان–لیتوانی به‌آب انداخته‌شد.
ساخت واسا، حدود ۲ سال به طول انجامید. در ۱۰ اوت ۱۶۲۸، در نخستین سفر دریایی خود و در حالی که تنها ۱۳۰۰ متر از بندرگاه دور نشده بود، بر اثر وزش تندباد به یک سو کج شد و آب از درگاه‌های لوله‌های توپ وارد کشتی شد. نهایتاً کشتی غرق شد و بین ۵۰ تا ۱۵۰ تن از ملوانان‌اش را با خود به قعر دریا برد.
کشتی در سال ۱۹۵۶ کشف و به خشکی منتقل شد و اکنون محل نگهداری آن در موزه واسا است.

## نام
نام «واسا» در هیچ کجای کشتی نوشته نشده است. در کشتی‌های مدرن معمولا در عقب کشتی نام را می‌بینیم. حکاکی قابل توجهی از نشان دودمان واسا است. نماد نشان خانوادگی مرکزی آن "گلدان" است که در زمان ساخت کشتی، نشان دسته گندم (یا خوشه گندم) بود. همین عنصر اصلی نشان خانوادگی است که نام کشتی را به آن می‌دهد.
در اسناد معاصر، این نام اغلب به صورت "واسن" یا "واسان" نوشته می‌شد. املای سوئدی در اوایل قرن بیستم منطقی شد و یکی از این تغییرات جایگزینی "W" با "V" بود. تلفظ بدون تغییر باقی مانده است. در زبان سوئدی، حرف تعریف معین، پسوند "-(e)n" یا "-(e)t" است که به جنسیت دستوری اسم بستگی دارد: "the Vasa". تصمیم موزه واسا این بود که از کاربرد نام کشتی‌های جنگی در انگلیسی پیروی کند، که بدون حرف تعریف معین است.
کلمه "Vasa" در نام حداقل هفت کشتی جنگی سوئدی استفاده شده است، دو کشتی قبل از این کشتی (ح. ۱۵۷۰ و ۱۵۹۹) و چهار کشتی بعد از آن ساخته شده‌اند، که جدیدترین آنها در سال ۱۹۰۲ ساخته شده است.

## مشخصات فنی

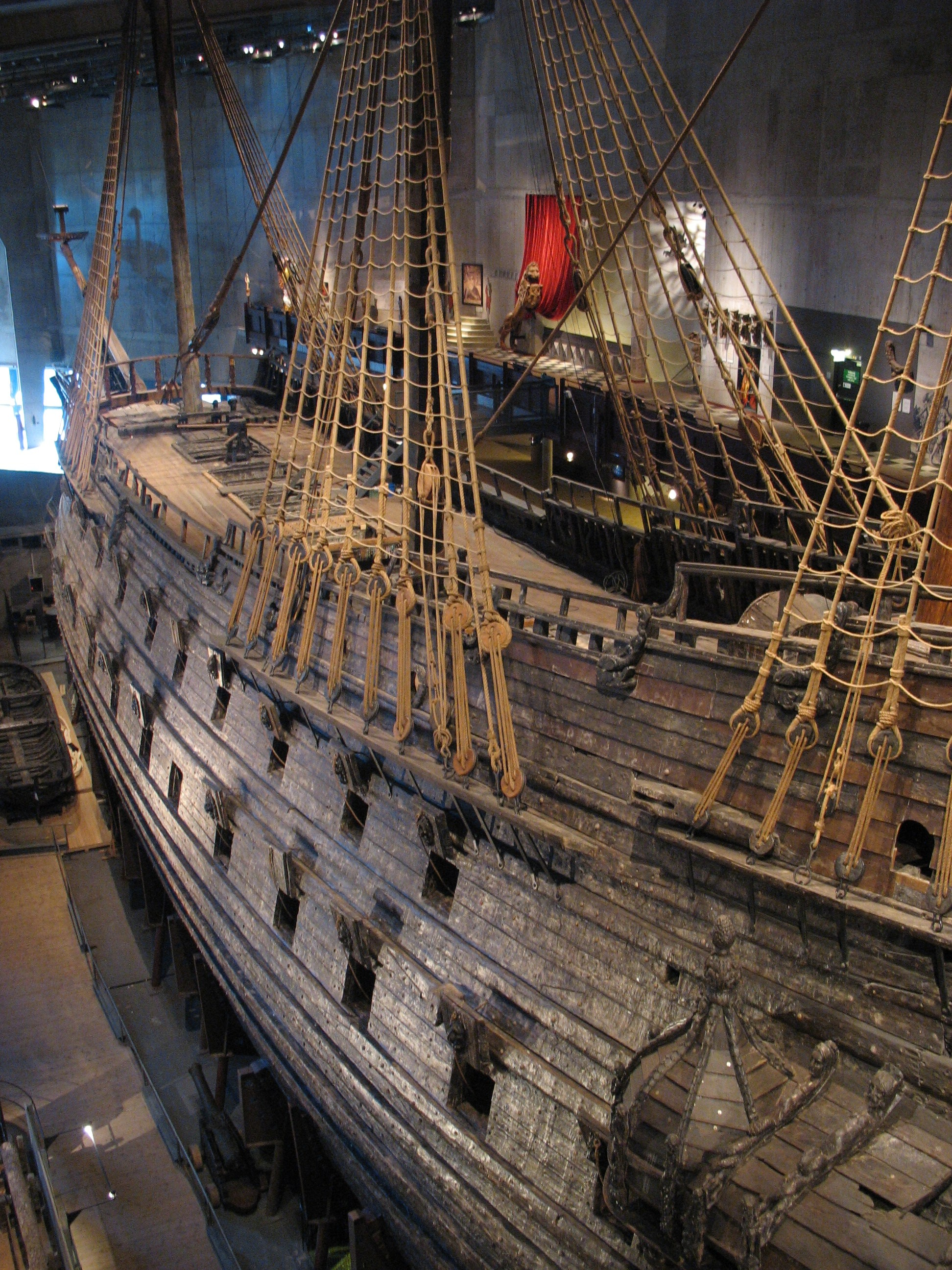
کشتی جنگی واسا دو عرشه برای توپ‌ها داشت.

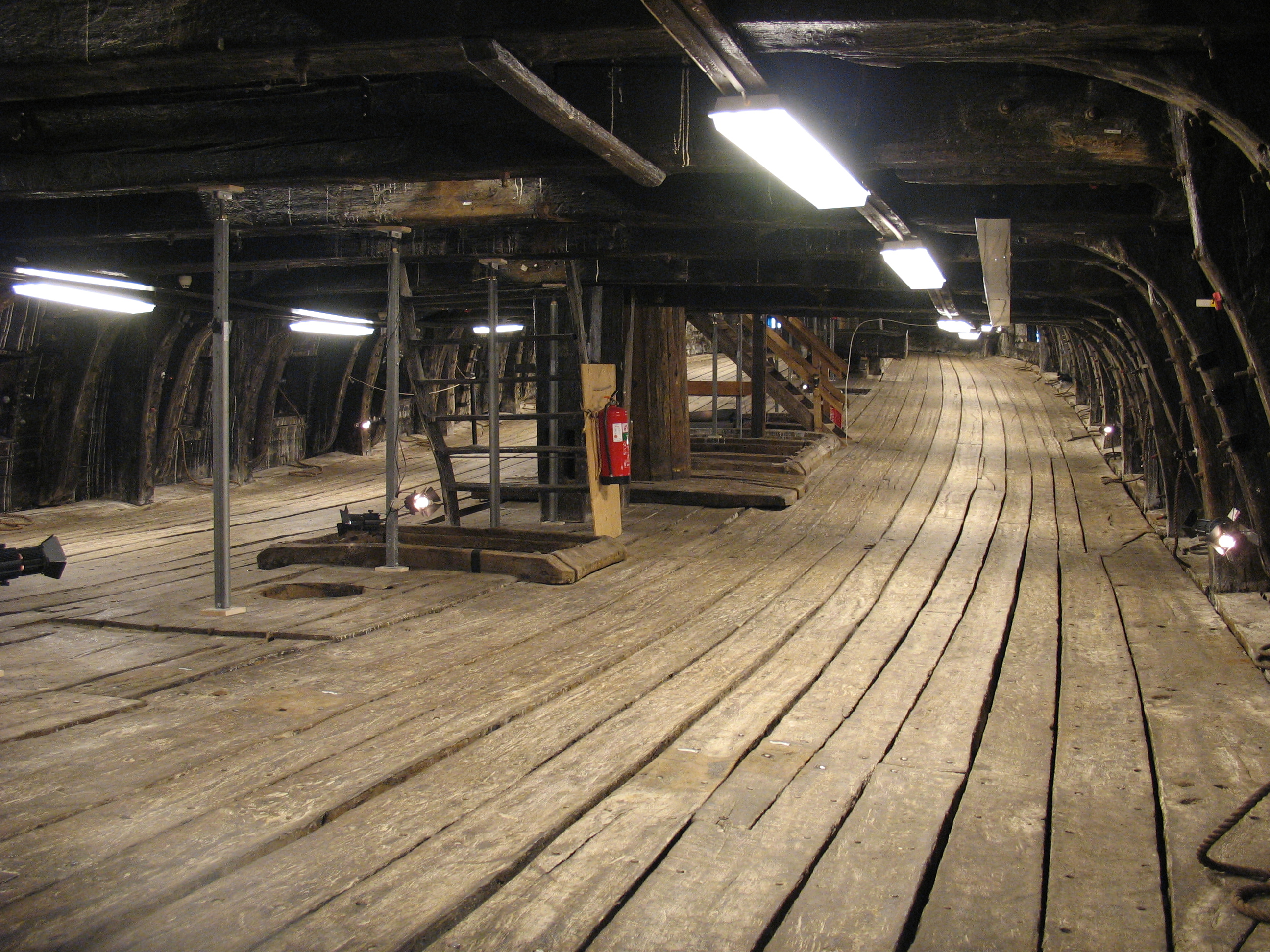
طبقه زیربن عرشه پایین که محل خواب و استراحت خدمه کشتی بود.

واسا دارای قابلیت حمل ۱۰ بادبان بود. فاصله بالای دکل تا تیر ته کشتی ۵۲ متر و طول کلی آن ۶۹ متر بود. این کشتی بیش از ۱۲۰۰ تن وزن داشت. کشتی جنگی واسا دو عرشه برای توپ‌ها داشت و به ۶۴ توپ سنگین ۲۴ پوندی مجهز بود.

## بیرون کشیدن از آب و مرمت

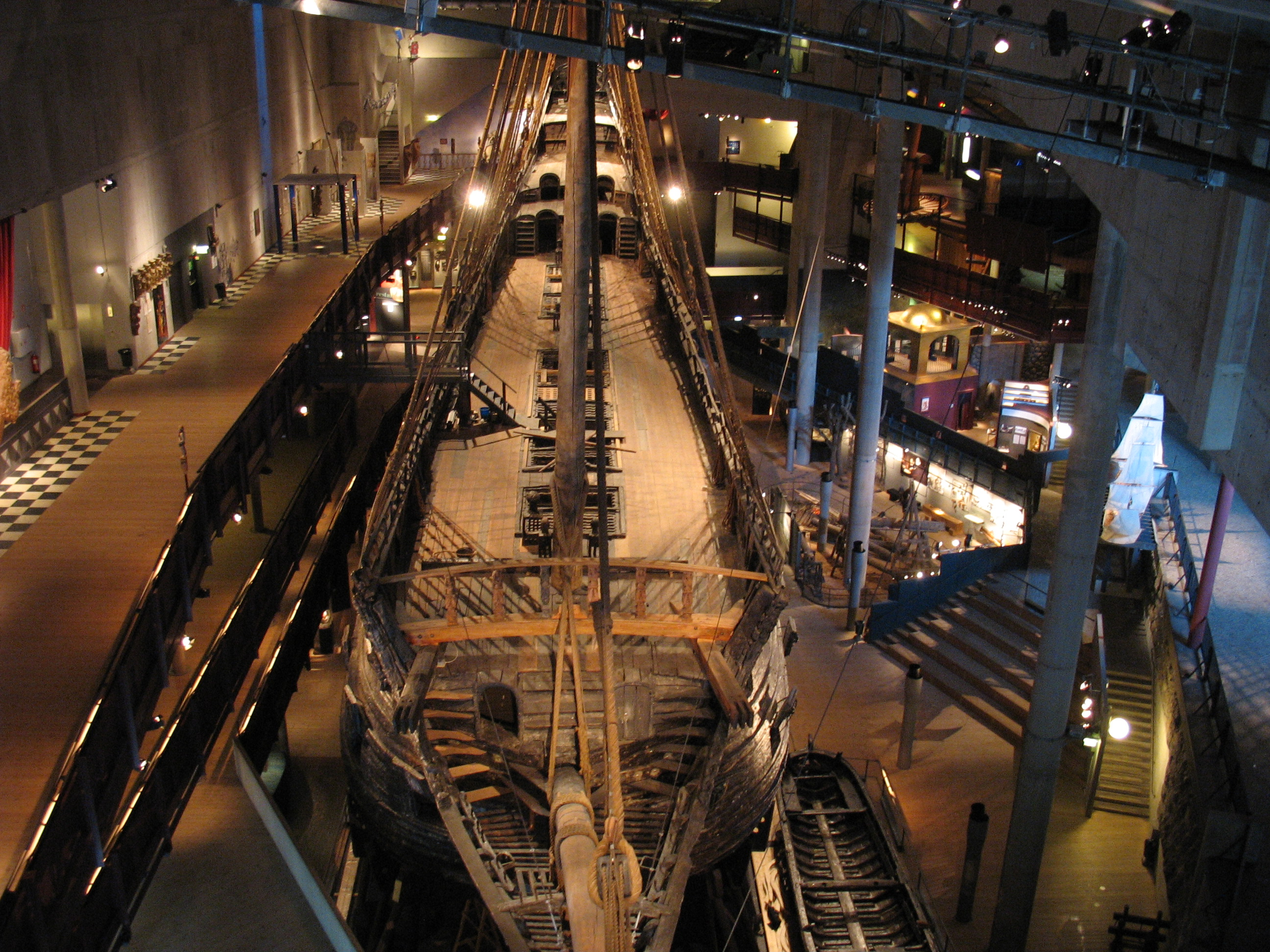
نمایی از بالا از عرشه مرمت‌شده کشتی در موزه واسا.

در ۲۴ آوریل ۱۹۶۱، یعنی پس از ۳۳۳ سال، کشتی واسا از دریا بیرون کشیده‌شد. در ابتدا بر روی واسا آب پاشیده می‌شد تا الوارش در خشکی ترک نخورد. پس از چندی، کارشناسان برای چندین سال اقدام به پاشیدن پلی‌اتیلن گلیکول که یک ماده مومی حلال در آب است، کردند. با این روش، مواد نگهدارنده به آرامی در چوب نفوذ کرده و باعث حفظ چوب در برابر ترک و انحطاط شدند.